# Lac d’Aiguebelette
Der Lac d’Aiguebelette liegt im Département Savoie in der Region Auvergne-Rhône-Alpes und ist mit einer Fläche von 5,45 km² einer der größten natürlichen Seen Frankreichs. Der See befindet sich in Privatbesitz des französischen Energieversorgers EDF und der Familie Chambost.
Der See war Austragungsort der Ruder-Weltmeisterschaften 1997 und wurde auch für die Austragung der Ruder-Weltmeisterschaften 2015 ausgewählt.